# Zahr al-Mughajir
Zahr al-Mughajir (arab. ظهر المغاير) – wieś w Syrii, w muhafazie Aleppo, w dystrykcie Dżarabulus. W 2004 roku liczyła 1376 mieszkańców.